# Stereo (film fra 2001)
|  | Denne artikel er oprettet af botten Steenthbot ud fra en ekstern database. Den kan derfor have sproglige fejl eller mangler. Denne skabelon kan fjernes efter kontrol af indholdet. |

 For alternative betydninger, se Stereo. (Se også artikler, som begynder med Stereo)
Stereo er en dansk kortfilm fra 2001 instrueret af May el-Toukhy efter eget manuskript.

## Handling
En ung mand, som lever en eremit tilværelse, begynder gennem et hul i væggen at belure sin nabo. Naboen viser sig at være en ung kvinde, som vækker hans kærlighed, og hvis liv han bliver vidne til - for en stund.